# Fédération internationale pour les droits humains
 (août 2015).
La Fédération internationale pour les droits humains (FIDH) est une organisation non gouvernementale fédérative dont la vocation est d’agir concrètement pour le respect de tous les droits énoncés dans la Déclaration universelle des droits de l'homme de 1948 – les droits civils et politiques comme les droits économiques, sociaux et culturels.
Composée d'une dizaine d'associations nationales à sa création en 1922, dont les ligues française (Ligue des droits de l'homme) et allemande (Internationale Liga für Menschenrechte), la FIDH rassemble en 2018, 184 ligues membres dans 112 pays. Selon l'article 2 de ses statuts, son nom officiel est « Fédération internationale pour les droits humains » et elle a pour sigle FIDH.
Elle coordonne et soutient les actions de ses ligues et leur apporte un relais sur le plan international.
Entre 2009 et 2012, la FIDH a réalisé 280 missions internationales d'enquêtes, d'observation judiciaire, de solidarité et de plaidoyer dans près de 80 pays.
La FIDH est non partisane, non confessionnelle et indépendante de tout gouvernement.
La FIDH dispose d'un statut consultatif auprès de l'ONU, de l'UNESCO et du Conseil de l'Europe, et du statut d'observateur auprès de la Commission africaine des droits de l'homme et des peuples.

## Histoire

### Débuts: les années 1920, 1930 et 1940
1922 : la FIDH est créée par une vingtaine de ligues nationales, à l'initiative des ligues française et allemande, sous le nom de Ligue internationale des droits de l’Homme (LIDH) . Elle est alors la première organisation internationale de défense des droits de l'Homme. Son mot d'ordre : « La paix pour les droits de l'Homme ».
1927 : la FIDH propose une « Déclaration mondiale des droits de l'Homme », puis une Cour criminelle internationale.
1936 : la FIDH adopte un complément de déclaration incluant en particulier les droits de la mère, de l'enfant et des personnes âgées, le droit au travail et à la protection sociale, le droit aux loisirs et droit à l'éducation.
1940 : la FIDH s'engage dans la lutte contre le nazisme. Son président, Victor Basch, est assassiné par la milice, à Lyon.

### Maturité: de l'après-guerre aux années 1990
Après-guerre : dispersée ou clandestine pendant la Seconde Guerre mondiale, la FIDH est reconstituée après-guerre et développe ses actions de protection des droits de l’Homme. Elle lance les premières missions d’enquête et d’observation judiciaire. Les prises de position de la FIDH sont complétées par les témoignages des victimes rapportés par ses chargés de mission. Deux de ses plus éminents dirigeants, René Cassin et Joseph-Paul Boncour, participent à la rédaction de la Déclaration universelle des droits de l’Homme.
Années 1970-1980 : La diversification de ses missions d’enquête se prolonge par un activisme accru au sein des instances internationales. Les modalités d’action de la FIDH s’élargissent, en particulier au sein des Nations unies par l'envoi de rapports et pétitions aux procédures spéciales de la Commission des droits de l'homme, notamment en matière de violations massives des droits de l'homme, ainsi que par le suivi des travaux des organes des traités en matière de droits de l'homme adoptés dans les années 60.
Années 1990 : la chute du mur de Berlin et la fin de la Guerre froide marquent le développement spectaculaire des ONG nationales de défense des droits de l'homme à travers le monde. La FIDH accompagne cette évolution dans le cadre, notamment, de programmes de coopération juridique dans des contextes de transition politique  en Europe de l'Est, Afrique subsaharienne, Afrique du Nord et Moyen-Orient et Amérique latine. À cette époque, la FIDH passe de soixante-dix à plus de cent organisations membres. En 1990, la FIDH réunit à Prague, pour la première fois, l’ensemble de ses affiliés et partenaires d’Europe de l’Est, enfin libérés de leur dictature. En 1997, elle tient son premier Congrès mondial dans un pays du Sud, à Dakar. Ce Congrès confirme l’urgence de contrer une mondialisation économique porteuse de violations flagrantes des droits de l'Homme.

### XXIesiècle

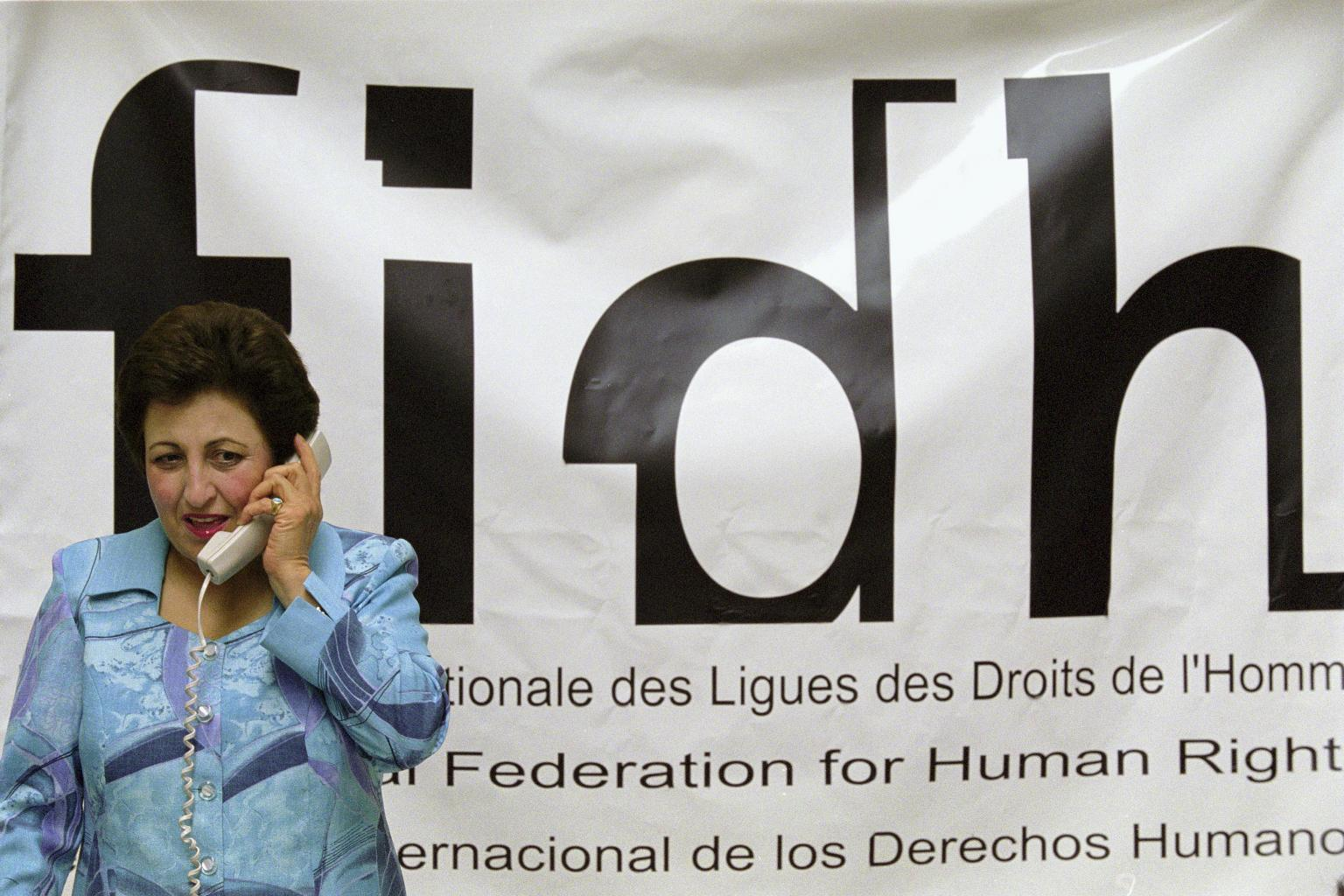
Shirin Ebadi le 15 novembre 2003.

2001 : la FIDH tient son Congrès au Maroc, avec pour thème la responsabilité des auteurs - États, entreprises, institutions ou individus- de violations des droits de l’Homme. Durant ce congrès, le premier président de la FIDH issu d'un pays du Sud est élu : c'est l'avocat sénégalais Sidiki Kaba.
2002 : la Cour pénale internationale entre en vigueur. C’est la concrétisation de l’un des plus anciens combats de la FIDH.
2003 : le prix Nobel de la paix est attribué à Shirin Ebadi, avocate iranienne, partenaire de longue date de la FIDH, honorant ainsi l’engagement quotidien des défenseurs des droits de l’Homme aux côtés des victimes.
2006 : la FIDH prend publiquement position contre l'exécution de l'ancien dictateur Irakien, Saddam Hussein et déplore qu’une occasion historique de juger les crimes de Saddam Hussein selon les normes d’un procès équitable se traduise par une parodie de justice.
2007 : une plainte pour torture et mauvais traitements à Guantanamo et à Abou Ghraib est déposée contre l’ancien secrétaire d’État à la Défense américain  Donald Rumsfeld dans une tentative de lutte contre l'impunité au plus haut niveau. La même année, Souhayr Belhassen, journaliste et défenseure des droits de l'homme tunisienne, est la première femme (arabo-musulmane de surcroit) élue à la présidence de la FIDH.
2009 : le 4 mars 2009, la Cour pénale internationale (CPI) délivre un mandat d'arrêt contre le président soudanais, Omar el-Béchir. Cette décision marque une étape cruciale en matière de justice internationale. C'est en effet la première fois, depuis sa création en 2002, que la CPI délivre un mandat d'arrêt contre un président en exercice. La FIDH s'est particulièrement investie dans ce dossier: en réalisant des missions d'enquête et en appelant à la saisine de la CPI par le Conseil de sécurité de l'ONU, elle a contribué à obtenir l'ouverture d'une enquête et la délivrance de mandats d'arrêts contre les plus hauts responsables soudanais – dont le président Béchir.
2010: la FIDH tient son Congrès mondial en Arménie sur « La justice : le droit à un recours effectif ». Ce congrès consacre l’universalisation de la FIDH. Des représentants originaires de tous les continents sont membres des organes dirigeants de la FIDH 19 nationalités y sont ainsi représentées. Ceux-ci sont des femmes pour plus de 40%, et désormais la FIDH compte 164 organisations membres à travers le monde.
2013: La FIDH tient son 38e Congrès intitulé « Transition politique et droits humains: expériences et défis ».

## Six priorités d'action

### Soutenir les défenseurs des droits de l'Homme
La mobilisation de la société civile en faveur des défenseurs des droits de l'homme entraîne parfois une intensification de la répression contre leurs militants. La FIDH soutient et protège les défenseurs et mobilise la communauté internationale afin de faire reconnaître leur rôle.
En 2013, 16 défenseurs membres de la FIDH sont en prison.
La FIDH a dédié une courte vidéo institutionnelle aux défenseurs des droits humains.

#### L'observatoire pour la protection des défenseurs des droits de l'Homme

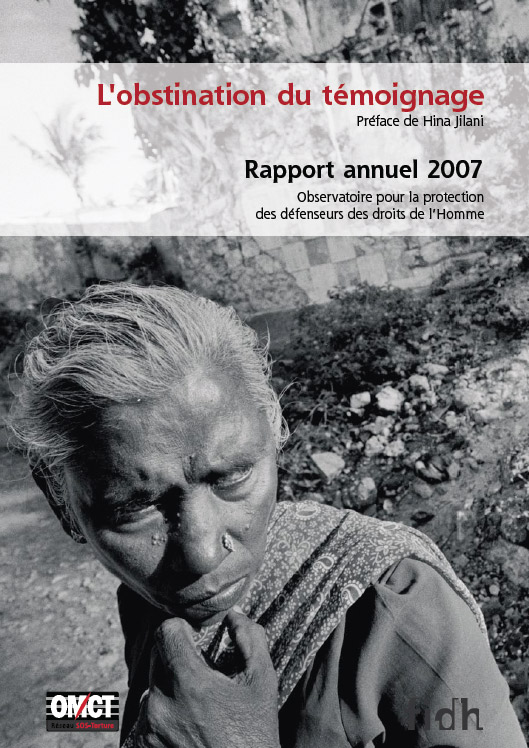
Couverture du rapport annuel 2007 de l'Observatoire.

L'Observatoire pour la protection des défenseurs des droits de l'Homme, plus communément appelé « L'Observatoire », est un programme d'alerte, de protection et de mobilisation, mis en place en 1997 par la FIDH et l'Organisation Mondiale Contre la Torture (OMCT). Fondé sur la nécessité d'une réponse systématique des ONG et de la communauté internationale à la répression dont les défenseurs des droits de l'Homme sont victimes, il vise également à briser l'isolement dans lequel se trouvent ces militants. En 2008, l'Observatoire a diffusé 421 communications (ou appels urgents) concernant plus de 200 défenseurs et situations d'urgence liées à des restrictions en matière de liberté d'association, de manifestation pacifique et de expression dans une soixantaine de pays. Un rapport annuel publié par l'Observatoire documente et dénonce les actes de harcèlement et d'intimidation à l'encontre des défenseurs des droits de l'Homme à travers le monde, qui nuisent à leurs activités. Sous-titré l'obstination du témoignage, ce rapport annuel peut être consulté directement en ligne.
Les actions de la FIDH, à travers l'Observatoire, sont multiples. Des activités d'enquêtes et de documentation visant à mettre en lumière les entraves à la liberté d'expression et d'association sont menées chaque année, ainsi que des missions d'observation et de défense judiciaires. Dans le cadre des missions de défense, les avocats mandatés s'engagent souvent dans un bras de fer avec les autorités judiciaires d'États répressifs afin de faire primer les normes internationales relatives aux droits de l'Homme sur un droit national liberticide. Les résultats sont concrets, et permettent souvent d'obtenir des réductions de peine, mais aussi des relaxes totales ou partielles des défenseurs incriminés.
Face aux tentatives d'affaiblissement des mécanismes régionaux et internationaux de protection des droits de l'Homme, la mobilisation des instances intergouvernementales est l'un des objectifs principaux de la FIDH. Ces actions sont menées par la FIDH à travers l'Observatoire afin de renforcer les mécanismes de protection des défenseurs, notamment auprès de l'Nations unies, de l'Union européenne, du Conseil de l'Europe, de l'Organisation pour la sécurité et la coopération en Europe, et de la Commission africaine des droits de l'Homme et des peuples.

### Promouvoir et protéger les droits des femmes

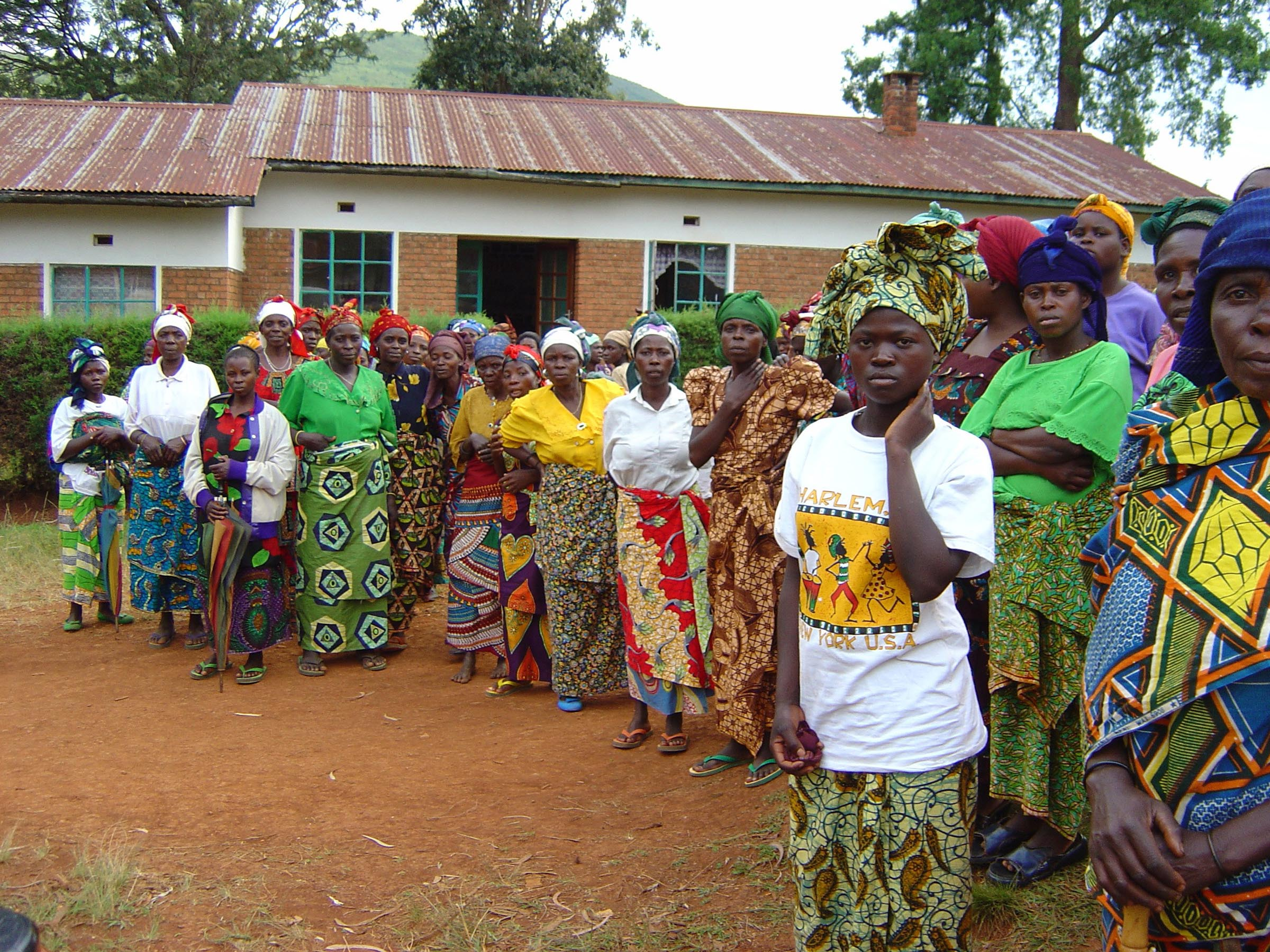
Rencontre avec des femmes victimes de viols en République démocratique du Congo (RDC), qui tentent maintenant de réintégrer leur communauté.

La FIDH soutient la mise en œuvre effective de la Convention des Nation Unies pour l'élimination de toutes les formes de discrimination à l'égard des femmes, pour que les droits des femmes soient effectivement respectés – à commencer par le principe d'égalité – et pour favoriser leur rôle déterminant dans les processus de paix et de développement.
Les femmes connaissent une situation de discriminations et de violences dans de nombreux pays. En période de conflit, elles sont souvent les premières victimes des violences, y compris de violences sexuelles utilisées désormais comme armes de guerre. En dépit des déclarations d’intention, des engagements au niveau international et de trop rares politiques publiques mises en œuvre, les femmes demeurent à l’échelle de l’humanité le groupe « vulnérable » le plus important, alors même que leur contribution à la paix et au développement est indispensable.
Pour protéger et promouvoir les droits des femmes, la FIDH mobilise l'opinion à travers des campagnes pour l'effectivité des instruments internationaux et régionaux de protection de droits des femmes. Exemples:
- En juin 2006, la FIDH et l'Association démocratique des femmes du Maroc (ADFM) lancent la campagne « L'égalité sans réserve ». Au niveau national, des sessions de formation et de sensibilisation ont lieu au Maroc, en Jordanie, en Syrie, au Bahreïn et en Tunisie. Des actions sont également organisées au niveau régional (auprès de la Ligue des États arabes) et international (auprès du Comité CEDAW, du Conseil des droits de l'Homme, etc.).
- L'« Afrique pour les droits des femmes », initiée en 2007 et lancée le 8 mars 2009 est une campagne coordonnée par la FIDH et soutenue par plus d'une centaine d'organisations, présentes sur tout le continent africain. Le but de cette campagne est de pousser les États africains à ratifier les instruments africains et internationaux de protection des droits des femmes et à les respecter en droit et en pratique. Cette campagne est soutenue, entre autres, par quatre prix Nobel : Desmond Tutu, Shirin Ebadi, Nadine Gordimer, Wolé Soyinka et de nombreuses autres personnalités.

La FIDH a aussi un rôle de documentation des violations des droits des femmes et mène des activités de plaidoyer.

### Promouvoir et protéger les droits des migrants

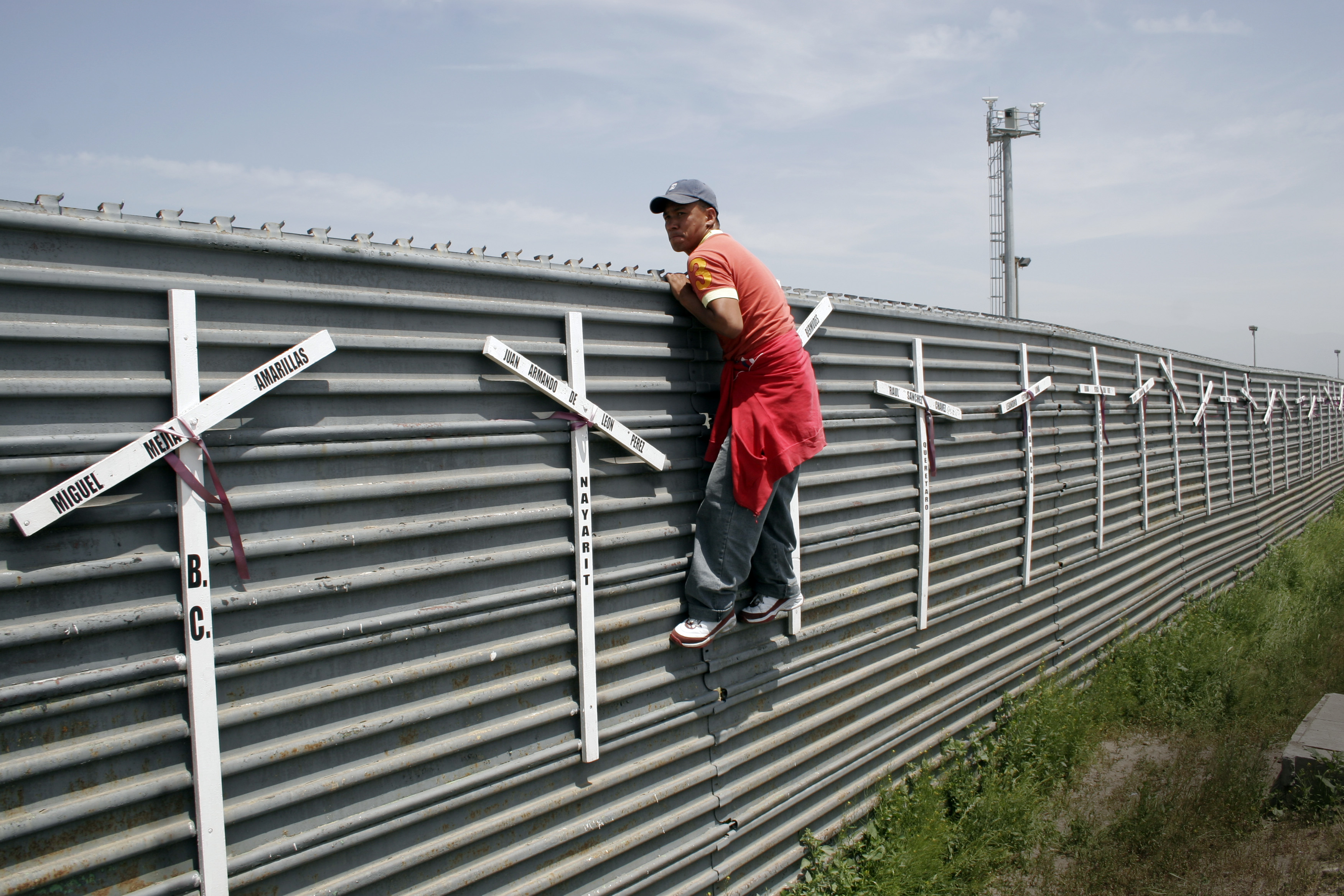
Un aspirant migrant mexicain essaie de franchir la frontière vers les États-Unis. Les croix sont là pour marquer les tentatives ratées qui se sont soldées par autant de morts.

En 2007, lors de son 36e Congrèrs, la FIDH a décidé d’ériger la question des droits des migrants en nouvelle priorité. Le réseau de la FIDH, composé d’organisations dans les pays de départ, de transit et d'arrivée des migrants, peut en effet contribuer à lutter efficacement contre les violations des droits des personnes migrantes tout au long de leur parcours migratoire. Les moyens d'actions retenus par la FIDH pour agir efficacement sont les suivants:
- Renforcer la documentation sur la situation des droits des personnes migrantes, notamment à l'aide de missions d'enquête, par la publication et diffusion de rapports et de notes de position, par les soumissions et saisines aux procédures spéciales et mécanismes d’enquête internationaux (comme le Comité des Nations unies sur les droits des travailleurs migrants).

- Contribuer à la prise en compte des droits de l’Homme dans les politiques migratoires et de gouvernance des migrations, en élaborant et en diffusant des documents de plaidoyer, en instaurant des dialogues politiques avec les autorités des pays concernés, en lançant des campagnes de mobilisation des organisations membres et partenaires, notamment sur la ratification de la Convention des Nations unies sur les droits des travailleurs migrants, etc.
- Renforcer la capacité des organisations membres de la FIDH à travailler sur la protection des droits des migrants, en promouvant les échanges inter régionaux, entre des ONG d’une part et entre des ONG et des autorités, en mettant en réseau des organisations généralistes et spécialisées, ou encore en documentant la situation des migrants au long des parcours migratoires

### Promouvoir une justice effective et lutter contre l'impunité
La FIDH soutient et utilise l'ensemble des mécanismes nationaux, régionaux et internationaux de lutte contre l'impunité, comme autant d'outils de réponse aux droits à la vérité, à la justice et à la réparation. Elle accompagne quotidiennement les victimes de torture, de crimes de guerre, de crimes contre l'humanité et de génocide, tout au long de leurs démarches judiciaires. À cette fin, la FIDH lutte pour le renforcement des systèmes judiciaires nationaux et contribue au développement d'un système de justice internationale universelle. La FIDH a ainsi contribué à la création de la Cour pénale internationale et participe chaque jour à son action. Elle contribue également aux processus nationaux de justice transitionnelle.

#### Devant les juridictions nationales
Soutenir les victimes et/ou être elle-même partie civile dans des dizaines de procédures devant des instances judiciaires nationales fait partie des actions de la FIDH. La condamnation d'Alberto Fujimori, ancien président du Pérou de 1990 à 2000, finalement condamné à 25 ans de prison pour crimes contre l'humanité à Lima illustre ce combat. Ayant largement dénoncé les graves violations des droits de l’Homme commises sous son régime, la FIDH et ses partenaires chiliens et péruviens se sont mobilisés pour obtenir son extradition et son jugement au Pérou en organisant quatre missions et rencontres avec les autorités politiques et judiciaires au Chili, suivies de la publication de trois rapports. Cette mobilisation a contribué à la décision de la Cour suprême chilienne de septembre 2007 d’extrader Fujimori au Pérou et à l’ouverture de son procès en décembre de la même année à Lima, auquel la FIDH a envoyé des observateurs, ainsi qu'à sa condamnation ultérieure.

#### Devant la Cour pénale internationale
Avec l'appui de sa délégation permanente à La Haye, la FIDH poursuit son action sous deux angles: l'accompagnement des victimes et le soutien institutionnel à la CPI. Des activités de formation et de soutien aux victimes et aux ONG dans leurs démarches auprès de la CPI sont ainsi organisées régulièrement.
La FIDH a publié un ouvrage sur le sujet : Les droits des victimes devant la Cour pénale internationale : manuel à l'attention des victimes, de leurs représentants légaux et des ONG, manuel qui est maintenant une référence majeure pour mieux comprendre les enjeux de ces droits nouveaux, et qui facilite la participation active des victimes. Ce manuel est entièrement disponible en anglais et en espagnol sur le site de la FIDH.
Le cas de Jean-Pierre Bemba est représentatif des actions de la FIDH au niveau de la CPI. Arrêté en Belgique le 24 mai 2008 en application du mandat d’arrêt de la CPI, les juges belges ont validé la légalité de l’arrestation et du mandat d’arrêt à son encontre, autorisant ainsi son transfert devant la justice pénale internationale. La FIDH et ses ligues n’ont eu de cesse de les soutenir dans cette démarche et d’appeler la Cour à prendre en compte cette situation oubliée.
Contribuer au respect des droits de l'Homme dans le cadre de la lutte antiterroriste fait aussi partie des objectifs de la FIDH. Car cette lutte, que la FIDH considère comme légitime et indispensable, doit être menée dans le strict respect des normes universelles de protection des droits de l'Homme. La FIDH s'emploie alors à dénoncer le détournement opportuniste de la lutte antiterroriste à des fins de répression et d'atteinte aux libertés fondamentales.
Face à ces tendances et depuis son congrès de Quito en 2004, la FIDH a renforcé ses activités de suivi des politiques et des mesures de lutte contre le terrorisme de par le monde. Au-delà de la surveillance et des enquêtes, la FIDH tente, de manière opportune et au cas par cas, de mener des batailles juridiques et judiciaires, politiques et diplomatiques, afin de contrer les dérives liberticides et rappeler le cadre international de protection des droits de l'Homme à cet égard.
À cet égard, les objectifs principaux de la FIDH sont:
- Documenter les dérives de la lutte contre le terrorisme pour protéger et prévenir
- Mobiliser la communauté des États pour lutter contre les dérives et renforcer les instruments de protection

Quelques exemples d'actions concrètes:
- La FIDH a lancé une campagne en faveur de la réinstallation dans des États membres de l'Union Européenne de détenus de Guantanamo ressortissants de pays tiers où ils risqueraient de subir la torture s'ils y retournaient.
- La FIDH a poursuivi son action en faveur de la ratification de la Convention internationale pour la protection de toutes les personnes contre les disparitions forcées.

### Promouvoir une mondialisation respectueuse des droits humains
La FIDH milite pour que la mondialisation s'inscrive dans le respect des droits de l'Homme et de la dignité de la personne. Elle exige des États mais aussi des entreprises et des institutions internationales qu'ils élaborent leurs politiques ou leurs stratégies et les mettent en œuvre, dans le plein respect des droits humains universels.

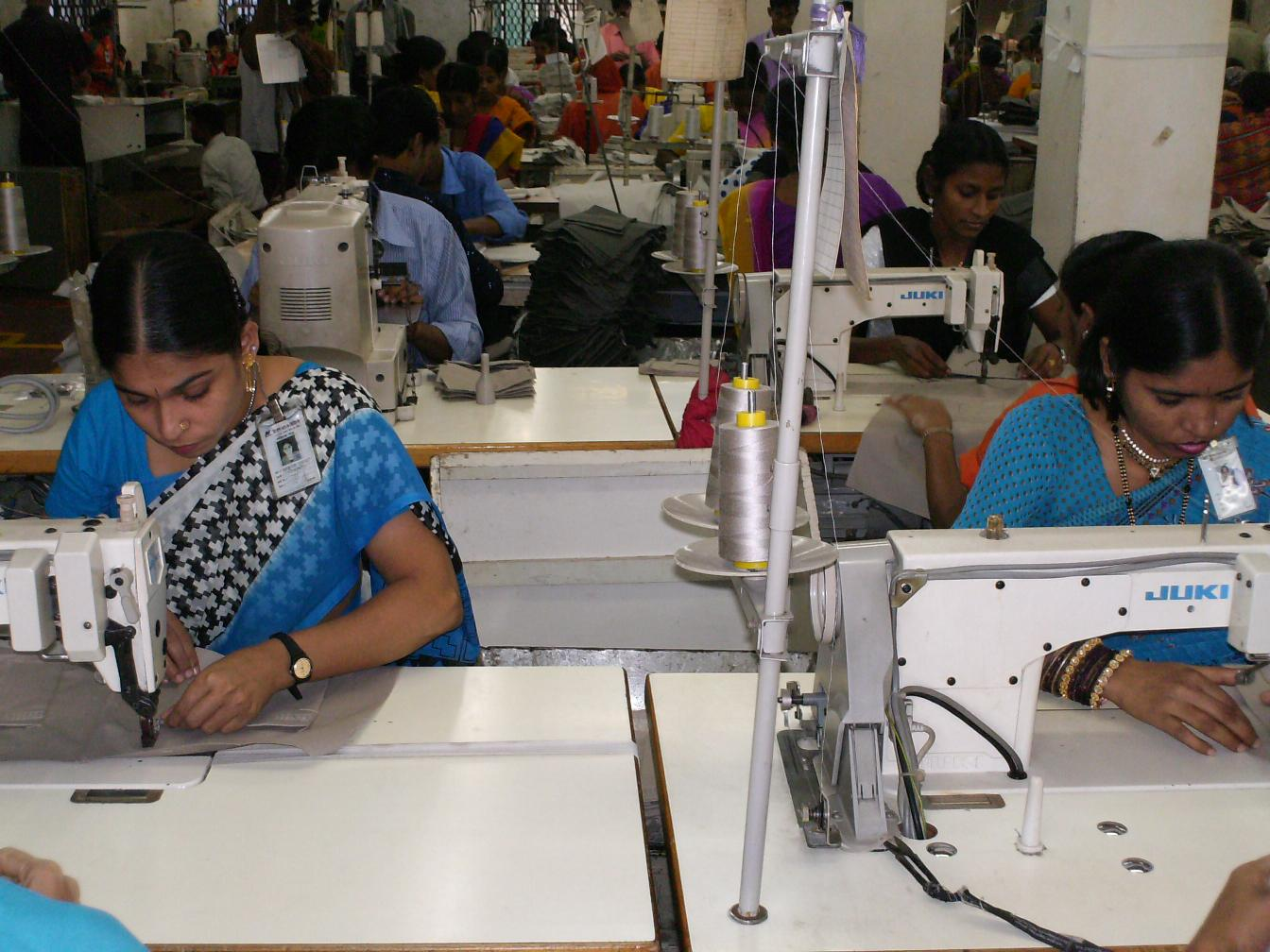
Lors de missions d'enquête, la FIDH s'assure du respect des droits humains. Ici, dans une usine de textiles, au Bangladesh.

Toute action portant sur les droits économiques sociaux et culturels (DESC) est indissociable d’une réflexion sur la mondialisation. C’est dans ce cadre que s’inscrit le travail de la FIDH, qui s’organise autour de trois grandes priorités : la mise en œuvre et la justiciabilité des DESC ; la responsabilité de l’ensemble des acteurs de la mondialisation ; et la participation des ONG de défense de droits de l’Homme au contrôle démocratique des instances de la mondialisation.
Pour la primauté des droits de l'Homme sur les accords de commerce et dans les politiques économiques, la FIDH développe deux types d'activités. Elle formule des propositions pour que les obligations en matière de droits de l'Homme des États partenaires d'un accord commercial soient dûment prises en compte dans les négociations et dans la mise en œuvre de tels accords, et elle cherche à établir par des enquêtes les impacts sur les droits de l'Homme de la libéralisation du commerce et de l'investissement.
La FIDH cherche aussi à établir la responsabilité des acteurs économiques non-étatiques. Les actions menées visent à renforcer la responsabilité directe des entreprises en matière de droits de l'Homme, en affirmant leur responsabilité juridique d'une part, et en s'assurant d'autre part que les entreprises prennent des mesures pour concrétiser leurs engagements.
- Exemple d'action concrète:

La coopération entamée par la FIDH il y a plus de dix ans avec le géant de la distribution Carrefour, met l'accent sur l'évaluation critique des efforts réalisés par le groupe pour faire appliquer sa charte fournisseurs. Une mission d'enquête s'est ainsi rendue au Bangladesh en décembre 2007, dont les conclusions sont rendues publiques, de manière à amorcer une réflexion de fond sur les limites de l'audit social et la nécessité de revoir les pratiques d'achat . Le programme de formation des travailleurs et des propriétaires d'usines, lancé par la FIDH et mis en place les usines fournisseurs de Carrefour depuis 2006 par une ONG locale, a permis d'instaurer un dialogue entre les parties prenantes et de préparer un renforcement à long terme du contrôle par les acteurs locaux du respect des droits du travail.

### Soutenir la démocratie et aider les victimes en période de conflit et de transition

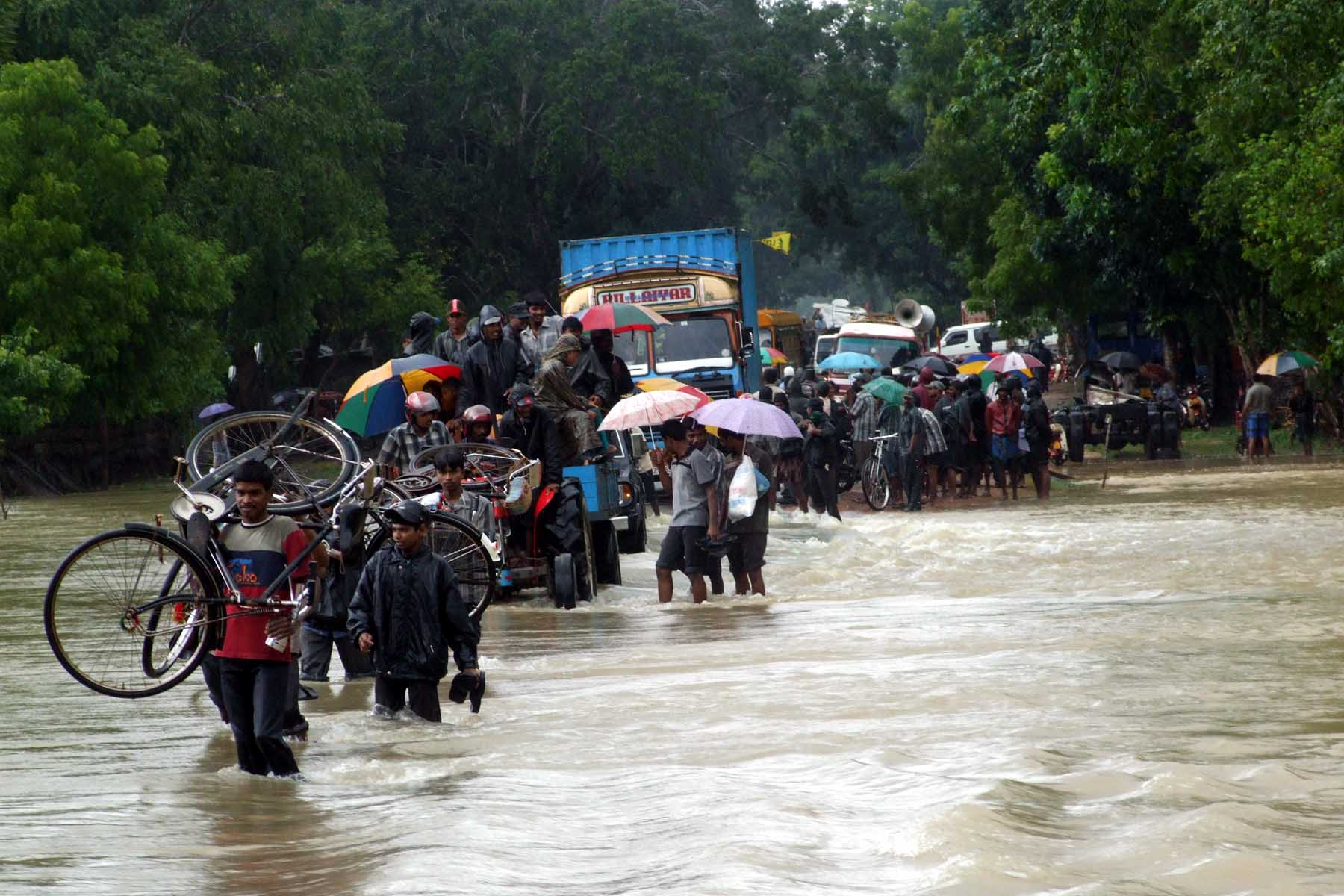
Une partie des 300000 personnes déplacées par la guerre civile au Sri Lanka, a subi de plein fouet, en 2008, les inondations dues à la mousson, les plongeant dans une situation encore plus précaire.

Si un certain nombre des activités menées par la FIDH peuvent être programmées en fonction notamment des échéances internationales, régionales ou nationales, une partie des activités restera toujours réactive, et ce, en raison de la nature même du mandat de la FIDH. Cette dernière a la capacité de réagir aux demandes de ses organisations membres en cas de conflit armé ou de crises politiques violentes liées à des changements inconstitutionnels du pouvoir, des élections tronquées ou la mal gouvernance. Les moyens utilisés par la FIDH sont les mêmes que ceux mis en œuvre concernant les différentes priorités thématiques; c'est-à-dire:
- Missions internationales d’enquête ou de dialogue avec les autorités nationales ; en cas d’impossibilité d’accès au pays pour raisons de sécurité ou d’opposition des autorités, possibilité de conduire les missions dans des pays voisins pour y recueillir les témoignages des personnes ayant fui le pays.
- Plaidoyer auprès des instances régionales et internationales, saisines des mécanismes internationaux et régionaux, formation des défenseurs des pays concernés à leur utilisation.
- Communiqués de presse, lettres ouvertes, conférences de presse aux fins d’alerter les médias, et par ce biais l’opinion publique.
- Lancement de pétitions aux fins de mobilisation de l’opinion publique ou de campagnes internationales de mobilisation.
- Dialogue avec les ambassades des pays considérés en Europe (Genève, Bruxelles et Paris essentiellement), voire sur d’autres continents.
- Alliances avec d’autres ONG internationales de protection des droits de l’Homme afin de décupler l’impact des activités menées.

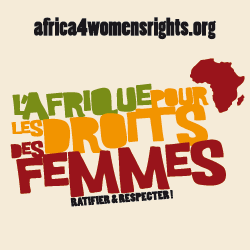
La campagne « L'Afrique pour les droits des femmes » est coordonnée par la FIDH.
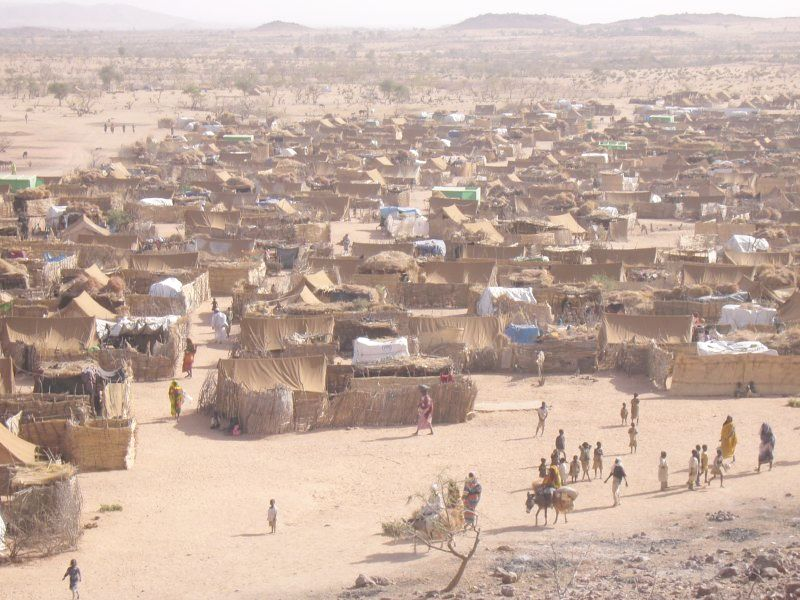
La FIDH a mené plusieurs missions d'observation dans des camps de réfugiés soudanais, au Tchad.
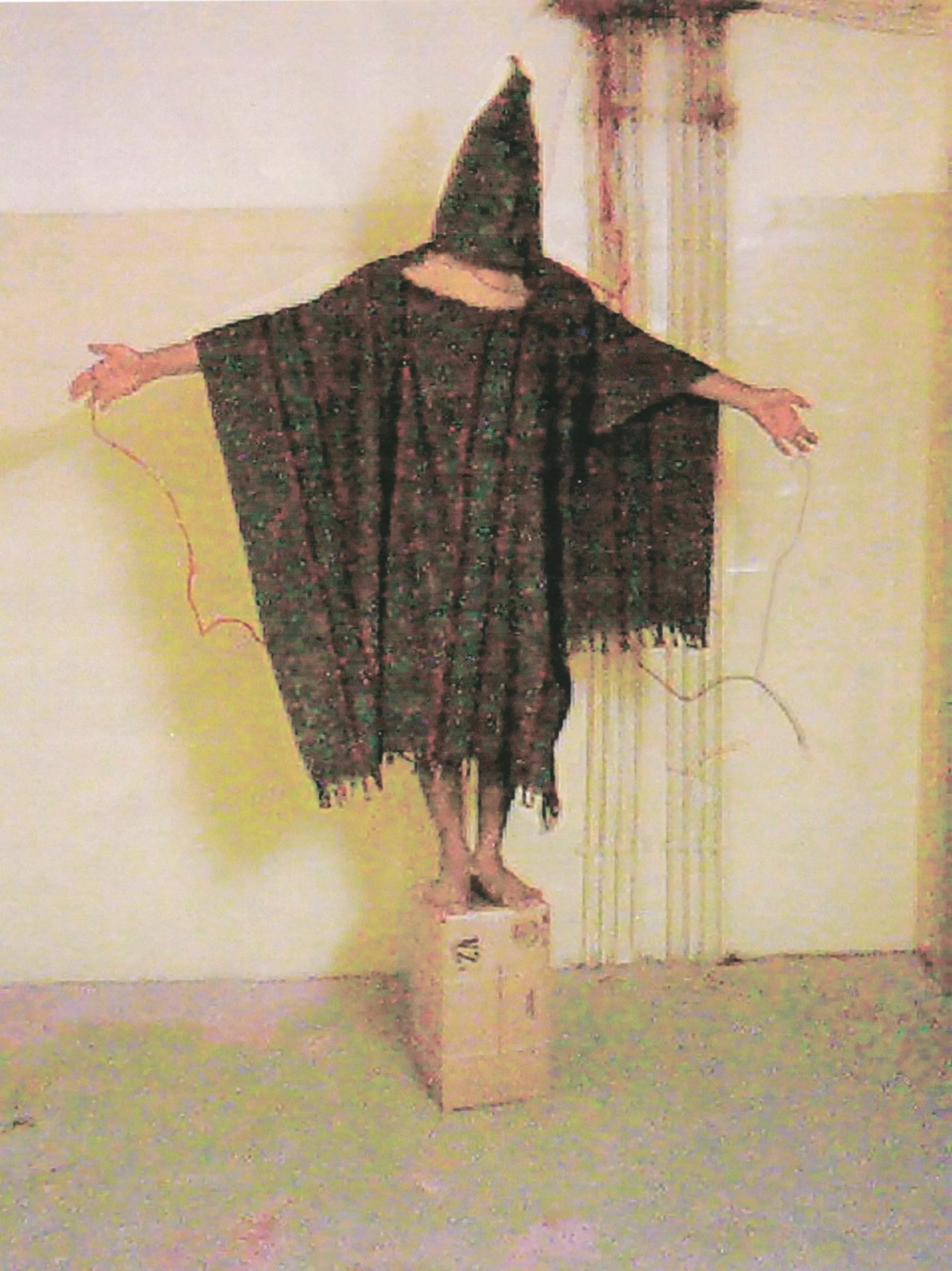
Une photo d'un prisonnier irakien dans la prison d'Abou Ghraib. La FIDH se bat contre les atteintes aux droits de l'Homme dans le cadre de la lutte mondiale contre le terrorisme.

## Actions au quotidien

### Établir les faits: missions d'enquête et observations judiciaires

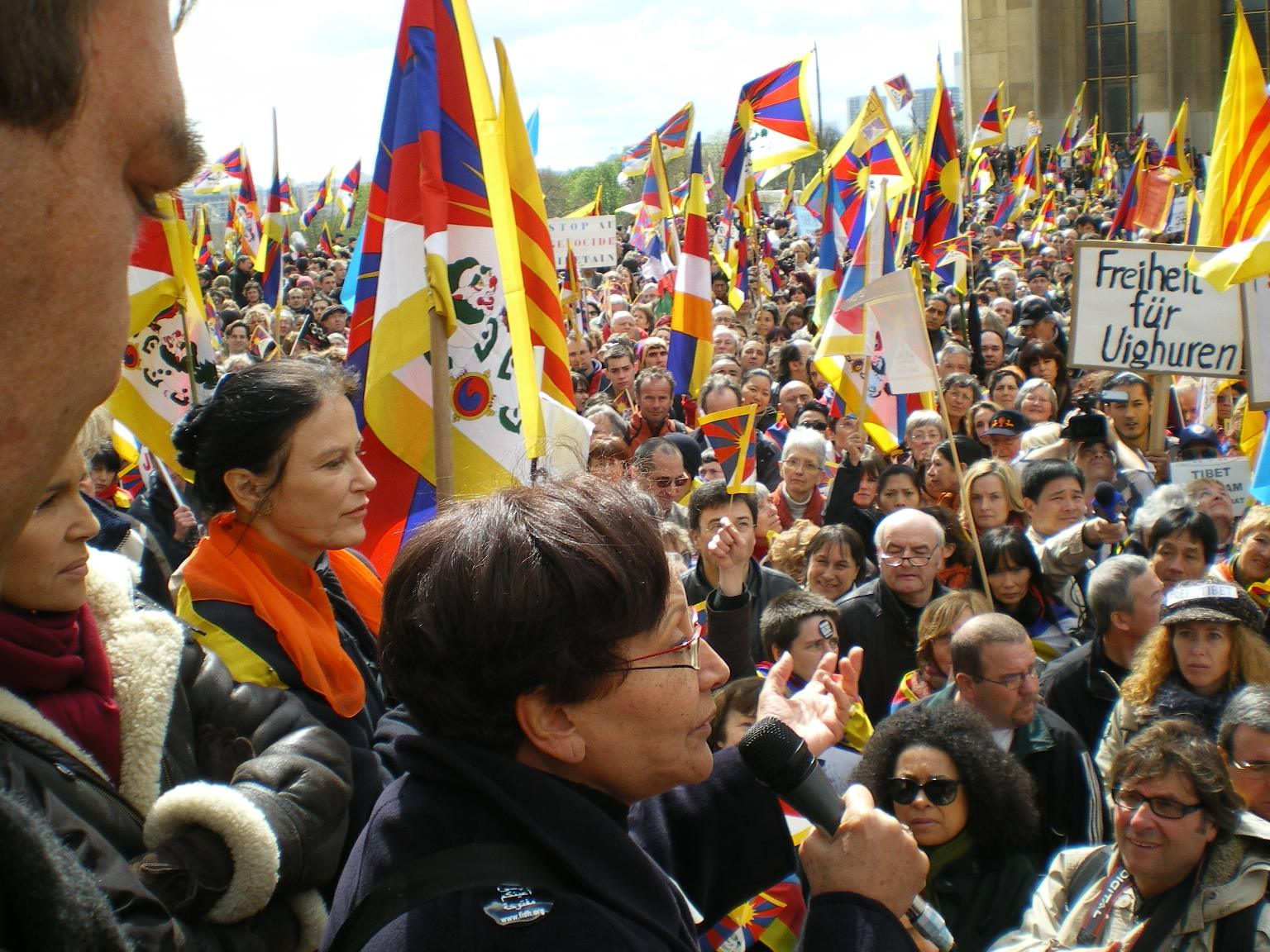
Souhayr Belhassen en Allemagne, en avril 2008, lors d'une manifestation de soutien en faveur des droits de l'homme en Chine.

Depuis l'envoi d'un observateur judiciaire à un procès jusqu'à l'organisation d'une mission internationale d'enquête, la FIDH, développe, depuis 50 ans une pratique rigoureuse et impartiale d'établissement des faits juridiques et des responsabilités. Les experts envoyés sur le terrain sont bénévolement au service de la FIDH.
La FIDH a mandaté environ 1500 missions dans une centaine de pays ces 25 dernières années. Ces actions renforcent les campagnes d'alerte et de plaidoyer menées par l'Association.
En 2012, la FIDH a effectué 120 missions de terrain.

### Soutenir la société civile: programmes de formation et échanges

#### Former et informer
Pour soutenir la société civile locale, la FIDH met en œuvre des programmes pluriannuels de coopération juridique. En partenariat avec les organisations membres de la FIDH et dans leur pays, ces programmes sont basés sur l'organisation de séminaires et de missions. Ils ont été conçus pour renforcer les capacités d'action et d'influence des organisations locales de défense des droits de l'homme, comme leur crédibilité face aux autorités nationales et internationales.

#### Séminaires
Les autorités sont invitées, autant que possible, aux séminaires organisés sur place, après une ou plusieurs missions préparatoires, autour de thèmes sensibles. Des experts internationaux, choisis par la FIDH et ses partenaires locaux, y apportent leur expérience et leur expertise. Le but de ces activités, en plus de renforcer la société civile, est de créer des situations qui permettent un meilleur respect des droits de l'Homme au niveau local. Les suites données aux recommandations formulées font l'objet d'une évaluation systématique.

### Mobiliser la communauté des États
La FIDH soutient ses organisations membres et ses partenaires locaux dans leurs démarches au sein des organisations intergouvernementales. Elle contribue à la protection accrue des victimes en alertant les instances internationales sur des situations de violations des droits humains et en les saisissant de cas particuliers. Elle participe à l'élaboration des instruments juridiques internationaux ainsi qu'à la création et l'amélioration des mécanismes internationaux de protection. C'est le cas notamment pour la protection des défenseurs des droits de l'Homme, la mise en œuvre de la Cour pénale internationale, ou la lutte contre les disparitions forcées.

### Informer et dénoncer: mobiliser l'opinion publique
La FIDH alerte et mobilise l'opinion publique. Communiqués et conférences de presse, lettres ouvertes aux autorités, rapports de mission, appels urgents, pétitions, campagnes, site internet, etc. La FIDH utilise tous ces moyens de communication essentiels pour faire connaître les violations des droits humains.

#### Publications
Entre 2009 et 2012, la FIDH a publié 127 rapports, dont la plupart sont disponibles dans les trois langues principales de l'organisation. Ces rapports visent en premier lieu les autorités nationales, les acteurs de la société civile et les représentants des organisations intergouvernementales. Ces rapports servent de base aux activités de plaidoyer menées par la FIDH et ses organisations membres lors des échéances des OIG régionales et internationales.
Le 15 juillet 2022, FIDH avec LDH et le GCHR, a pris une lettre ouverte au président français Emmanuel Macron à l'occasion de la visite, datée du 17 juillet 2022 au 19 juillet 2022 du MBZ, président de la ÉAU. MBZ s'est rendu en France pour avoir signé un accord d'énergie. Le 18 juillet 2022, le géant de l'énergie français, Total Energies et compagnie pétrolière nationale des ÉAU, ADNOC ont été signé pour coopération dans le domaine des approvisionnements énergétiques. Cependant, Human Rights Watch a déclaré que l'accord ne devrait pas ignorer les violations des droits de l'homme aux Émirats arabes unis. De plus, les organisations de droits de l'homme ont souhaité attirer l'attention de Macron dans la situation des droits et libertés et ont exhorté à exprimer la préoccupation concernant les violations en cours des droits de l'homme; et suspendre toutes les ventes d'armes aux ÉAU.

#### Présence sur internet
Le site internet officiel de la FIDH existe en sept langues : français, anglais, espagnol, arabe, farsi, russe et turc. En 2012, 1 393 articles ont été publiés sur le site de la FIDH. Également en 2012, le site totalisait plus d'un million de pages vues.
La FIDH est également présente sur Twitter, Facebook et YouTube. En 2012, elle a publié sur YouTube 5 courts films de présentation sur les sujets suivants:
- droits des migrants[37]
- droits des femmes[38]
- protection des droits humains dans le cadre de la mondialisation[39]
- défenseurs des droits humains[40]
- justice internationale[41]

Il existe une version illustrée du rapport annuel 2013 .

#### Présence dans les médias
Des partenariats ont été établis avec des médias audiovisuels à diffusion par câble et satellitaire et à diffusion internationale. Ainsi, un partenariat a été mis en place avec I>Télé pour couvrir notamment l'année du soixantenaire de la Déclaration universelle des droits de l'homme et s'est étendu aux autres émissions dépendant du service info de Canal+. À cette occasion, une sélection de film sur les droits de l'homme a aussi été diffusée sur les chaînes de télévisions thématiques CinéCinéma.
Des plateaux TV et radio ont été développés auprès notamment de France 24, Radio France International, BBC, TV5 et Al Jazeera. Les émissions diffusées par cette dernière chaîne sur le rapport annuel de l'Observatoire ont eu un écho particulièrement important, tenant compte de l'influence que celle-ci peut avoir auprès des sociétés civiles.

## Fonctionnement

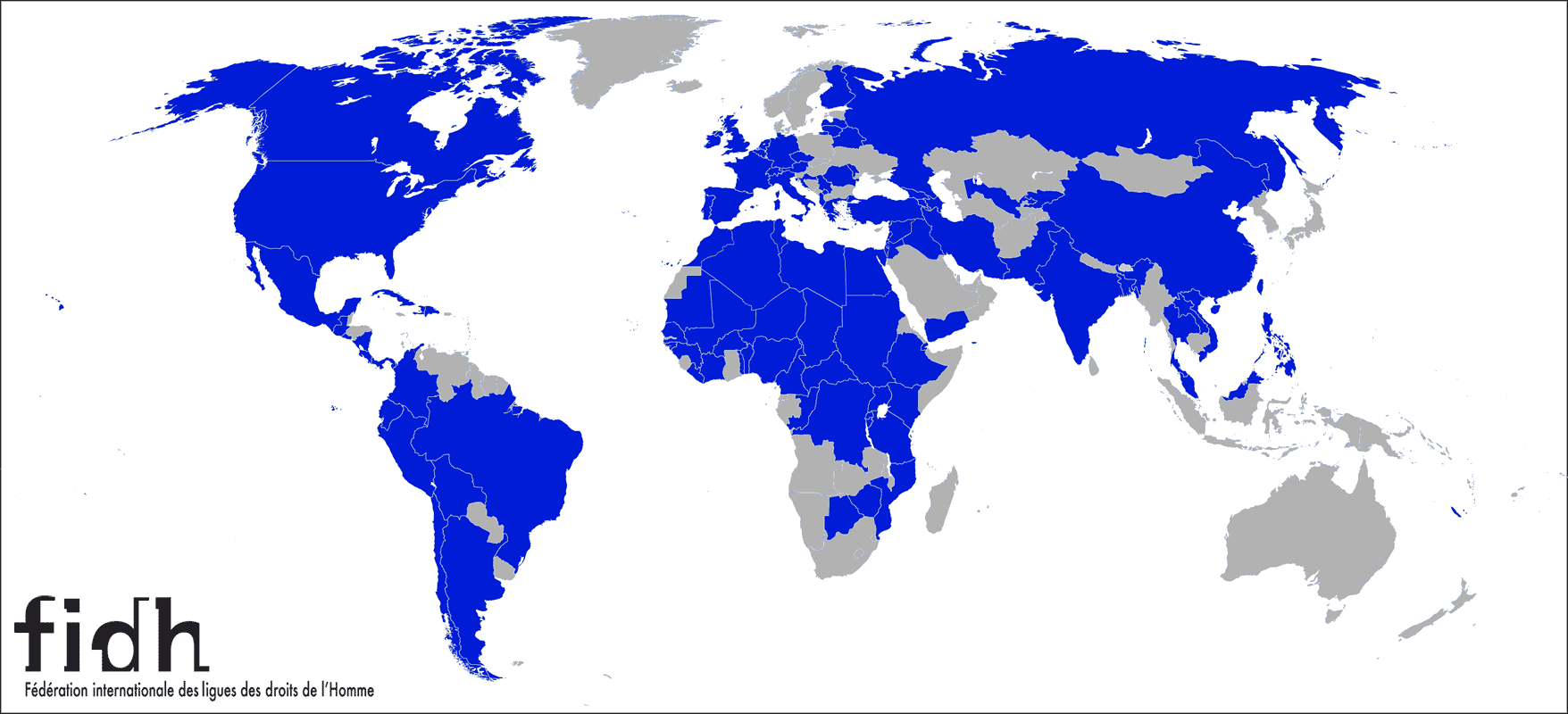
Pays où la FIDH compte au moins une ligue membre en 2009.

Le siège de la FIDH est à Paris. Elle est composée d'organes dirigeants (Bureau international et Bureau exécutif) et d'une structure permanente (le Secrétariat International), qui soutient l'action de ses responsables et chargés de mission.
Tous les trois ans, le Congrès de la FIDH réunit ses associations membres pour élire le Bureau international, fixer les priorités de l'organisation, et décider de l'affiliation de nouveaux partenaires ou de l'exclusion des organisations membres ne répondant plus aux critères définis dans ses statuts.
- Le Bureau international (BI) de la FIDH représente la diversité de ses organisations membres. Il est composé du président, du trésorier, de quinze vice-présidents et de cinq secrétaires généraux, tous élus bénévoles et représentant toutes les régions dans lesquelles la FIDH agit. Les présidents d'honneur siègent au Bureau international avec une voix consultative. Le Bureau international se réunit trois fois par an. Ces réunions permettent de définir les orientations politiques et stratégiques de la FIDH, d'élaborer et de voter le budget.

- Le Bureau exécutif (BE), composé du président, du trésorier et des cinq secrétaires généraux, administre et gère la FIDH au quotidien. Il s'adjoint les compétences de chargés de mission. Les secrétaires généraux adjoints, élus par le Bureau international, siègent au Bureau exécutif avec voix consultative. Il se réunit une fois par mois pour prendre les décisions d'actualité répondant aux besoins et aux demandes formulées par les organisations membres (envoi de missions, programmes de coopération, événements, etc.).

- Le Secrétariat international est basé à Paris. Il est composé d'une équipe internationale (14 nationalités en 2012)[43] et professionnelle (une quarantaine de permanents assistés de stagiaires et de bénévoles), dirigée par un directeur général doté d'une voix consultative aux Bureaux international et exécutif. L'équipe du Secrétariat est organisée par régions, priorités d'action et délégations permanentes. Le Secrétariat met en œuvre les décisions du Bureau international et du Bureau exécutif, et assure un suivi régulier des relations avec les organisations membres.

Les Bureaux s'adjoignent les collaborateurs nécessaires à l'action de la FIDH, en particulier des Délégués permanents auprès d'organisations intergouvernementales et des chargés de mission. La FIDH, à cette fin, dispose de bureaux à Bruxelles auprès de l'Union européenne, à Genève et à New-York auprès de l'Organisation des Nations unies, au Caire auprès de la Ligue arabe et a ouvert en 2008 un bureau à Nairobi auprès de l'Union africaine. Elle dispose également de bureaux régionaux à Abidjan, Bamako, Conakry, Tunis et Bangkok, et de délégations auprès du Conseil de l'Europe, de la CEMAC, de la CIDH et de la CADHP.

### Présidents
Présidents de la FIDH :
- 1948-1972 :  Joseph Paul-Boncour
- 1973-1977 :  André Boissarie
- 1977-1983 :  Daniel Mayer
- 1983-1986 :  Michel Blum
- 1986-1995 :  Daniel Jacoby
- 1995-2001 :  Patrick Baudouin
- 2001-2007 :  Sidiki Kaba
- 2007-2013 :  Souhayr Belhassen
- 2013-2016 :  Karim Lahidji
- 2016-2019 :  Dimitris Christopoulos
- 2019-2022 :  Alice Mogwe

## Soutiens

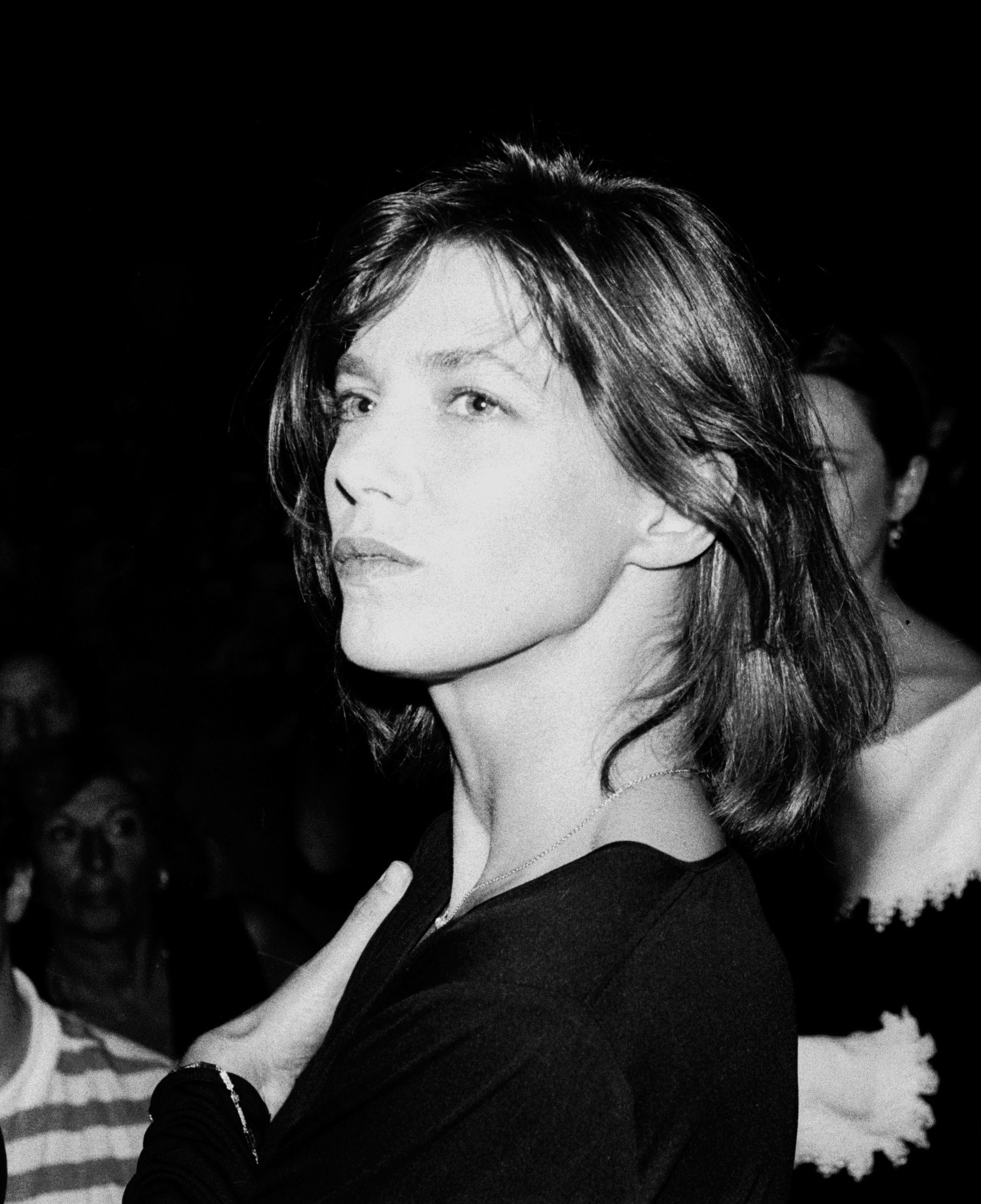
Jane Birkin, ambassadrice de la FIDH.

De nombreuses personnalités se sont engagées aux côtés de la FIDH pour soutenir son action. Parmi eux, on trouve : Dominique Blanc (comédienne), Jane Birkin (chanteuse), Lou Doillon (comédienne), Charles Berling (comédien), Isabelle Adjani (comédienne), Daniel Herrero (sportif), Héléna Noguera (chanteuse), Isabelle Autissier (navigatrice), Marjane Satrapi (dessinatrice), Marie-Christine Barrault (comédienne), Yann Tiersen (musicien) ou encore Philippe Lioret (réalisateur).